# Episodi di For the People (prima stagione)
La prima stagione della serie televisiva For the People, composta da 10 episodi, è stata trasmessa negli Stati Uniti sul network ABC, dal 13 marzo al 22 maggio 2018.
In Italia, la stagione è pubblicata interamente su TIMvision il 14 luglio 2022.
| nº | Titolo originale             | Titolo italiano                | Prima TV USA   | Pubblicazione Italia |
| -- | ---------------------------- | ------------------------------ | -------------- | -------------------- |
| 1  | Pilot                        | La corte madre                 | 13 marzo 2018  | 14 luglio 2022       |
| 2  | Rahowa                       | Rahowa                         | 20 marzo 2018  | 14 luglio 2022       |
| 3  | 18 Miles Outside of Roanoke  | 18 miglia fuori da Roanoke     | 27 marzo 2018  | 14 luglio 2022       |
| 4  | The Library Fountain         | La fontanella della biblioteca | 3 aprile 2018  | 14 luglio 2022       |
| 5  | World's Greatest Judge       | Il miglior giudice del mondo   | 10 aprile 2018 | 14 luglio 2022       |
| 6  | Everybody's a Superhero      | Siamo tutti supereroi          | 17 aprile 2018 | 14 luglio 2022       |
| 7  | Have You Met Leonard Knox?   | Conosci Leonard Knox?          | 1º maggio 2018 | 14 luglio 2022       |
| 8  | Flippity-Flop                | Flippity-Flop                  | 8 maggio 2018  | 14 luglio 2022       |
| 9  | Extraordinary Circumstances  | Circostanze straordinarie      | 15 maggio 2018 | 14 luglio 2022       |
| 10 | This is What I Wanted to Say | È quello che volevo dirti      | 22 maggio 2018 | 14 luglio 2022       |